# Centaurea ropalon
Centaurea ropalon — вид квіткових рослин родини айстрових (Asteraceae). Ареал: Алжир, Туніс.